# Опытовый бассейн

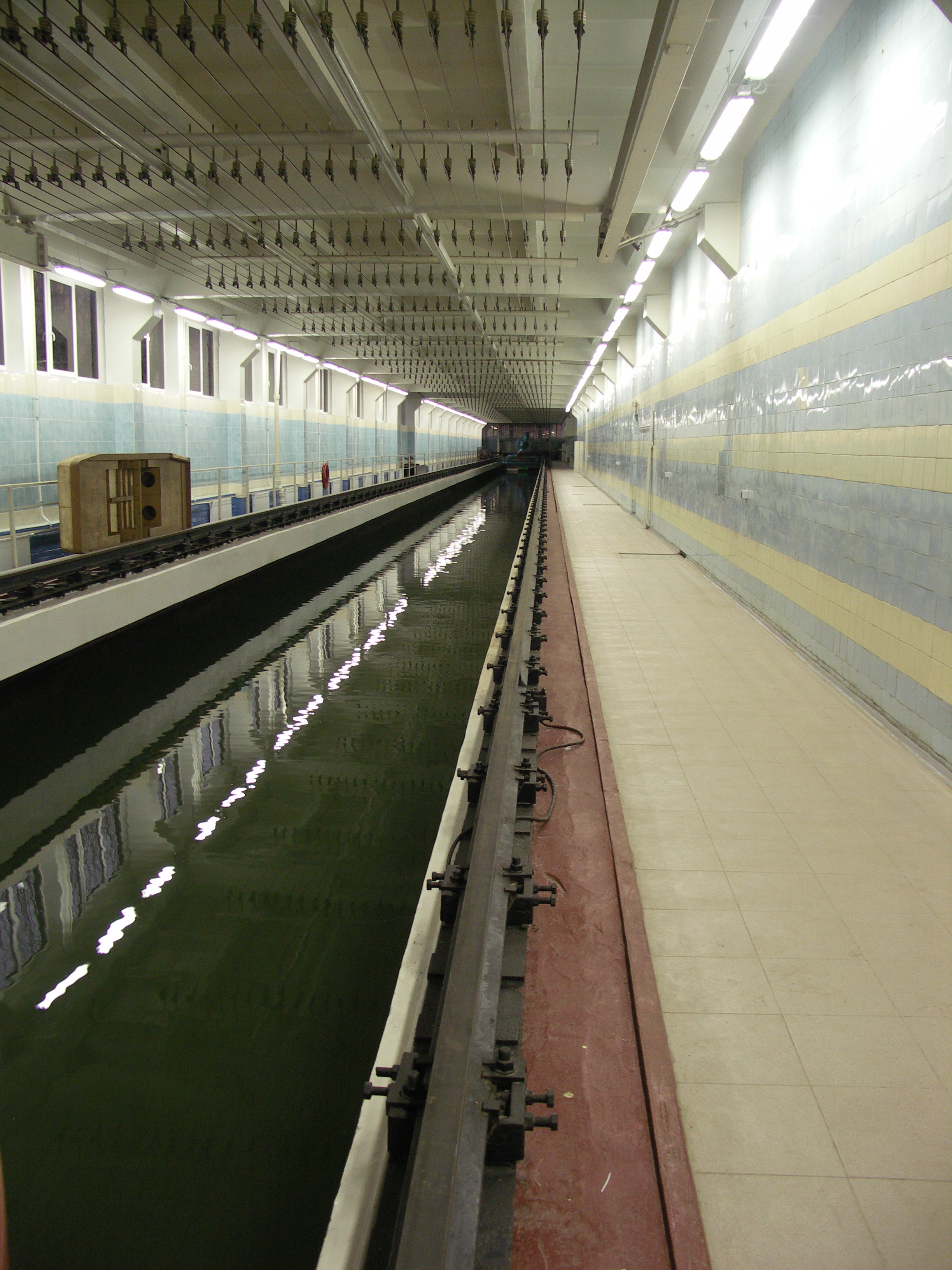
Опытовый бассейн СПбГУВК

Опытовый бассейн — экспериментальная установка, предназначенная для исследования гидромеханических качеств тел.
Опытовый бассейн представляет собой чашу, заполненную водой. Бассейны, длина которых значительно превосходит ширину, также называют гидроканалами. Различают малые (до 60 метров длиной), средние (от 60 до 200 метров длиной) и большие (более 200 метров длиной) гидроканалы.
Бассейны, предназначенные для решения специальных задач (например, исследования маневренных качеств судов), могут иметь круглую либо близкую к квадратной форму в плане.

## История

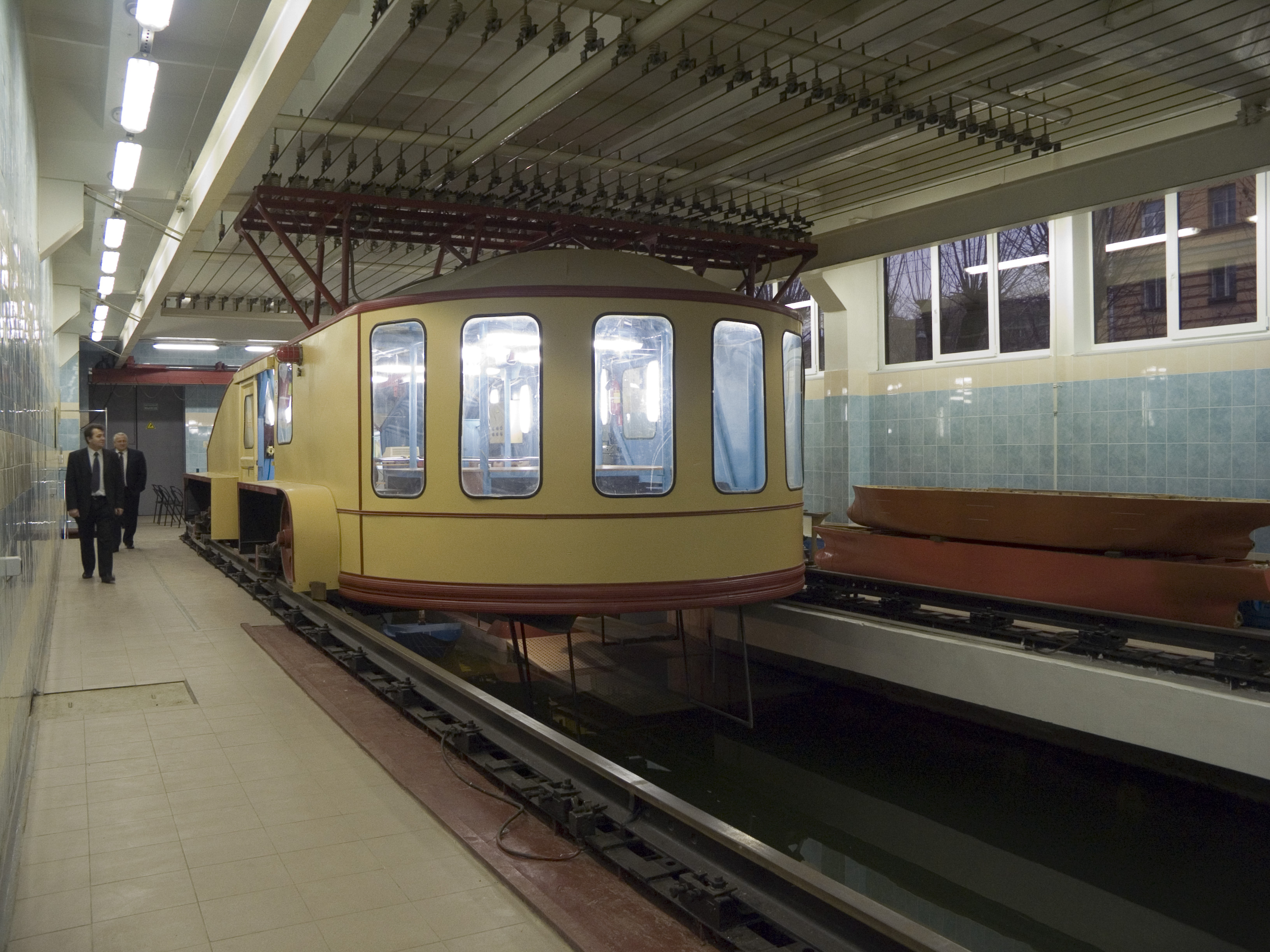
Буксировочная тележка опытового бассейна СПбГУВК

Систематические исследования сил, действующих на буксируемые в водоёме модели кораблей, проводились под руководством Д’Аламбера, Кондорсе и Боссю ещё во второй половине XVIII века. Первый в мире опытовый бассейн был создан в Англии по предложению Уильяма Фруда в 1872 году в Торквее (Великобритания). Бассейн Фруда имел длину 85 м, ширину 14 м, глубину 3 м.

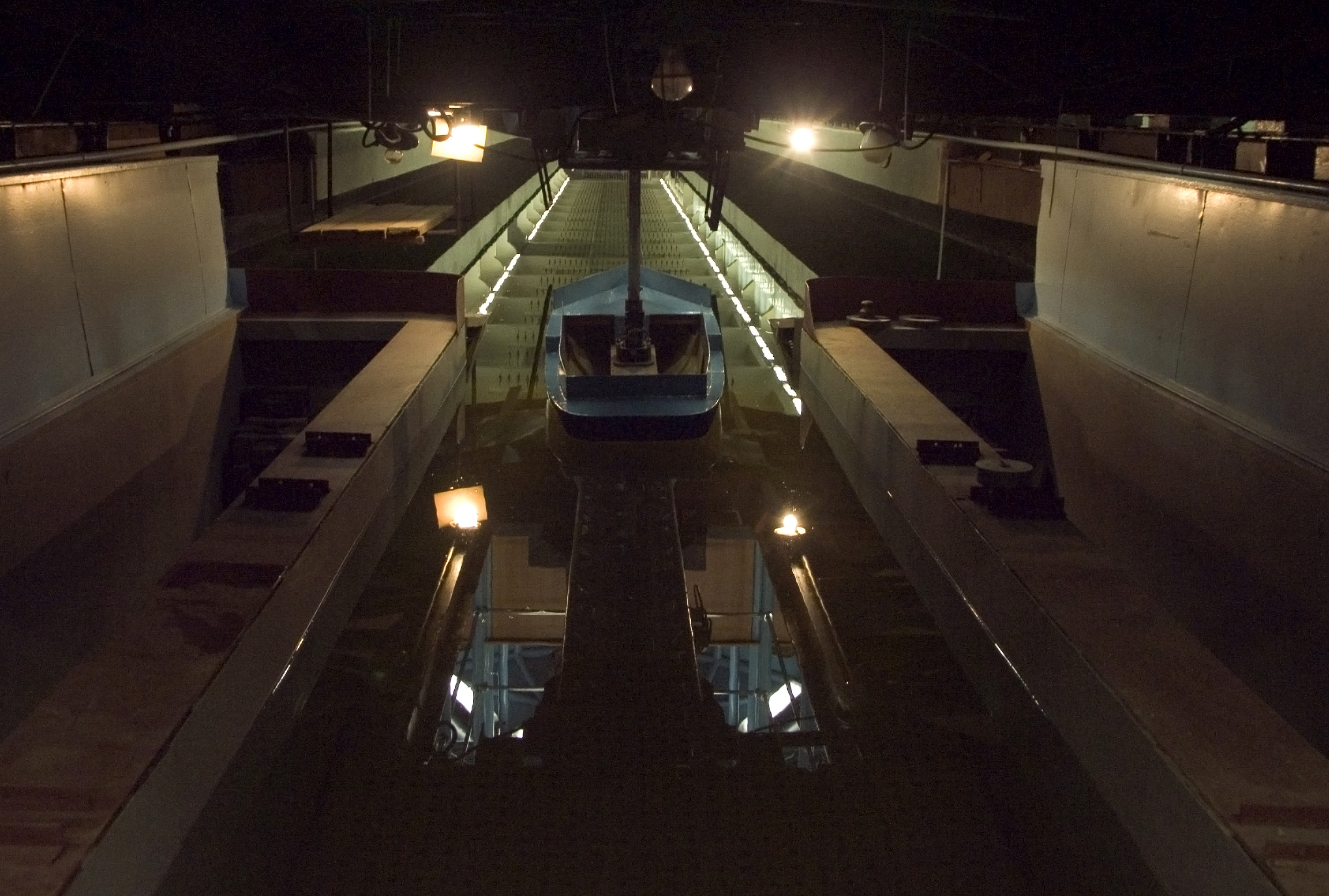
Крепление модели под тележкой бассейна СПбГУВК

Первый российский опытовый бассейн был построен в Санкт-Петербурге, в Новой Голландии в 1894 году.
В его создании принимали активное участие: Д. И. Менделеев (ему принадлежит идея постройки), академик А. Н. Крылов и адмирал С. О. Макаров; содействовал постройке бассейна управляющий Морским министерством адмирал Н. М. Чихачёв. Длина бассейна — 122 м, ширина — 6,5 м, глубина — 3 м. Ныне первый российский опытовый бассейн разрушен ради строительства развлекательного центра.
Один из крупнейших в мире термостратифицированных опытовых бассейнов был построен в ИПФ РАН под руководством В. И. Таланова. Этот бассейн функционирует до сих пор и включён в «Перечень уникальных установок РФ национальной значимости».

## Технические сведения

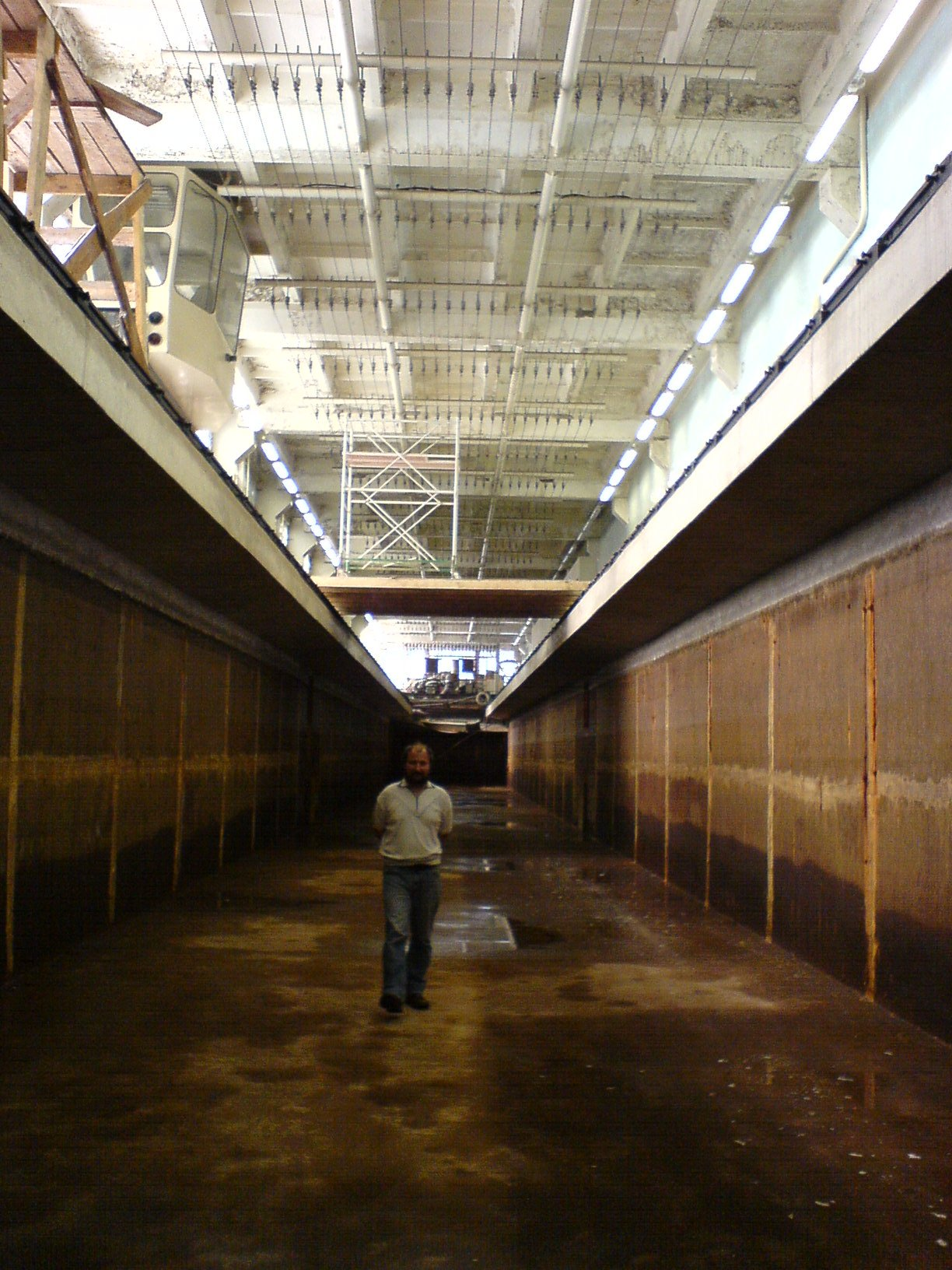
Чаша бассейна СПбГУВК во время ремонта

Для буксировки и сопровождения исследуемых тел опытовые бассейны, как правило, оборудуются буксировочными тележками. Буксировочные тележки подразделяют на обитаемые (предназначенные для размещения экспериментаторов) и необитаемые.
Рельсовый путь, по которому перемещается тележка, должен не иметь стыков (для уменьшения вибрации) и быть выставлен на постоянном уровне над поверхностью воды (в противном случае в показания динамометра, измеряющего силу сопротивления воды движению объекта, вносится помеха, не зависящая от свойств изучаемого объекта).
Силовой привод, обеспечивающий движение тележки, должен обеспечивать высокое качество стабилизации скорости. В противном случае на динамометр, измеряющий силу сопротивления воды движению объекта, будет действовать сила инерции.
Для обеспечения испытаний на волнении опытовые бассейны оборудуются волнопродукторами.
Моделирование движения надводных объектов и объектов, движущихся вблизи поверхности воды, осуществляется с использованием критериев подобия Фруда и Струхаля.
Моделирование движения подводных объектов осуществляется с использованием критериев подобия Рейнольдса и Струхаля.